# Sloop John B
„Sloop John B“ je původem bahamská lidová píseň, nejvíce zpopularizovaná jako singl americké skupiny Beach Boys z roku 1966. Poprvé byla publikovaná roku 1916 jako „The John B. Sails“, od 50. let vznikaly nahrávky pod různými dalšími názvy, např. I Want To Go Home, Wreck Of The John B. nebo Hoist Up The John B Sails. V české verzi je známa pod názvem „Zvedněte kotvy“ nebo neformálně „Už vyplouvá loď John B.“

## Prvá vydání
Poprvé tiskem vyšla píseň (pět slok a refrén) v článku anglického básníka Richarda Le Gallienne v čísle měsíčníku Harper's Magazine z prosince 1916.
Carl Sandburg roku 1927 zařadil skladbu (v rozsahu tří slok a refrénu) do své sbírky lidových písní The American Songbag. Získal ji od novináře Johna T. McCutcheona, podle něhož měla píseň v Nassau a okolí postavení až jakési hymny.

## Verze Beach Boys
Bezprostřední inspirací byla verze skupiny The Kingston Trio z roku 1958 (pod názvem The Wreck of the John B.), s níž mezi ostatní Beach Boys přišel Al Jardine. Aby přesvědčil vedoucího kapely Briana Wilsona, že tato píseň má potenciál, při ukázce na piano mírně ozvláštnil původní jednoduchou tříakordovou strukturu doplněním příbuzného mollového akordu na konci refrénu (z Des dur přes B moll na základní As dur).
Wilson do druhého dne píseň zaranžoval pro kapelu a na několika místech mírně upravil text – např. závěr refrénu this is the worst trip since I've been born („tohle je nejhorší výlet mého života“) změnil na this is the worst trip I've ever been on („tohle je nejhorší výlet, na jakém jsem kdy byl“) – což mohla být narážka na tehdejší psychedelickou subkulturu (be on a trip „být na výletě“ v přeneseném významu „být na tripu“).
Píseň byla nahrána ve dvou fázích během roku 1965 – instrumentální stopy byly pořízeny v červenci a zpěvové v prosinci. Hlavní vokál nazpívali Wilson (1. a 3. sloka) a Mike Love (2. sloka). Skladba byla vydána na jaře 1966 jako singl k albu Pet Sounds, na němž pak byla zařazena na konec první strany. Byla to jediná skladba alba, kterou Brian Wilson přímo nesložil. K písni byl pořízen komediální videoklip, ve kterém členové kapely dovádí v bazénu s nafukovacím člunem.
Sloop John B se stala jedním ze světově nejúspěšnějších hitů kapely, po jistou dobu vévodila žebříčkům v mnoha evropských i jiných zemích. V americkém Billboard Hot 100 se vyšplhala na třetí místo. Časopis Rolling Stone píseň roku 2004 zařadil na 276. příčku žebříčku 500 nejlepších písní všech dob.

## České verze

### Podivný spáč
První českou coververzi napsal již roku 1966 Vladimír Čort. Text nazvaný Podivný spáč se obsahem podstatně lišil od originálu, pojednává o padlém vojákovi. Píseň nazpíval Pavel Novák, s doprovodem bez větších změn převzatým od Beach Boys.

### Zvedněte kotvy
Tematicky bližší překlad textu pořídil roku 1967 Antonín Hájek, kapelník Rangers. S folkově upraveným akustickým aranžmá (bližším verzi od Kingston Tria) ji kapela nahrála roku 1968. Tato verze, známá též podle prvních veršů refrénu jako Už vyplouvá loď John B. (nebo zkomoleně Už vyplouvá loď „Džambí“) pronikla do zpěvníků a stala se trampským standardem. Verze od Rangers má také pozměněnou harmonii, kdy v refrénu místo mollového akordu na druhém tónu stojí moll na subdominantě. Oproti originálu zde tedy harmonie vybočuje z tóniny, charakteristickým chromatickým sestupem.